# Big Star 大吉
『Big Star 大吉』（ビッグスター だいきち）は、原作：吉田滉一・作画：椿アキラによる日本の漫画作品。『週刊少年マガジン』（講談社）にて、2001年31号から2002年2・3合併号まで連載された。単行本は全3巻、全23話。

## あらすじ
関東一の暴走族の頭、赤星大吉が「新しいことで天下を取る」と暴走族を引退するところから物語は始まる。その後のある日、童貞を捨てようとテレクラに行ったところ、人気歌手グループ"Eve"の舞と出会い、1日を舞と過ごした。舞と過ごしている間、舞のマネージャーに注意されたが、マネージャーが舞を商品扱いしていることに腹を立ててマネージャーを殴り、成り行き上大吉は芸能界入りを志す。芸能界入りの宛てがない大吉であったが、カツアゲされている子供を助けたところ、その子の親が芸能界最大手の「ポリスタープロ」の社長・堀口将也であったため、子供を助けた縁でいきなりドラマの準主役に大抜擢された。そこから大吉の芸能活動が始まった。

## 登場人物
赤星大吉（あかほし だいきち）
主人公。元暴走族だが正義感が強く、悪人や意気地無し、舞の貞操を奪おうとする者には鉄拳制裁も厭わない。最初はバラエティ芸人のような扱いを受けるが、紆余曲折を経て芸能界で台頭していく。最終話では芸能界に飽きた様子を見せたが、舞を守りたいという思いから再びやる気を取り戻した。
舞（まい）
人気歌手グループ"Eve"のメンバー。ひょんなことから大吉と友達になり、TV番組でも共演するようになる。撮影現場での火事に遭った際には周囲が生存を諦めるが、大吉によって助けられる。
堀口将也（ほりぐち まさや）
芸能界最大手の「ポリスタープロ」の社長。大吉を芸能界に勧誘した。
藤崎恭子（ふじさき きょうこ）
人気グラビアアイドル。現場でワガママ放題であったところ、大吉から体当たりの説教を受け、それによって大吉に惚れる。
岡本（おかもと）
"ジェニーズ5"のメンバー。ファンの女の子達と性的な関係を持っているが最近では飽きているようであり、ターゲットを舞にしている。撮影現場での火事では舞の救出を諦めていたが、舞を助けた大吉に「てめえ一人じゃ何にもできねえのかよっ」という言葉と共に殴られ殴られたが、それと共に「舞ちゃんをヨロシク頼んだぜ」と言われている。
黒木麻矢（くろき まや）
出したCDすべてがミリオンセラーという歌姫。公園で気を失ったところを大吉に助けられる。
麻矢のマネージャー（まやのマネージャー）
大吉に3億円を請求する。
南山三郎（みなみやま さぶろう）
演歌界のドン。大吉に対して「井口はるかを脱がせたら3億円を貸してやる」と言った。
井口はるか（いぐち はるか）
業界No.1のグラビアアイドル。大吉から「今度の映画で脱いでくれっ」とストレートに頼まれ、承諾。
ブラッディ・ピート
ハリウッド俳優。舞とドラマで共演する。彼もまた舞の貞操を狙っていたが、いきなりその場に出てきた大吉に殴られる。

## 書誌情報
- 椿アキラ（作画）、吉田滉一（原作）『Big Star 大吉』 講談社 〈講談社コミックス〉、全3巻
  1. 2001年10月15日発売[1]、ISBN 4-06-313036-3
  2. 2001年12月17日発売[2]、ISBN 4-06-313059-2
  3. 2002年2月13日発売[3]、 ISBN 4-06-313081-9